# Chiesa di San Giorgio Martire (Sanguinetto)
La chiesa di San Giorgio Martire è la parrocchiale di Sanguinetto, in provincia e diocesi di Verona; fa parte del vicariato di Bovolone-Cerea.

## Storia
La prima citazione di una chiesa a Sanguinetto risale al 1384; all'origine tale cappella era filiale della pieve di Casaleone.
In un documento del 1402 la chiesetta risulta versare in pessime condizioni, tanto che viene definita semidistrutta; negli anni successivi venne fatta riedificare grazie al contributo economico di Jacopo Dal Verme, alla cui famiglia fu affidato il giuspatronato, successivamente passato alle famiglie Lion, Venier e Martinengo.
Dalla relazione della visita pastorale del 1460 del vescovo di Verona Ermolao Barbaro s'apprende che la chiesa di Sanguinetto era dotata di fonte battesimale e che era sede di una parrocchia.

Nel 1802, siccome era inadatta a soddisfare le esigenze della popolazione, la vecchia chiesa fu demolita e si decise di farne sorgere una più grande in sostituzione di quella; il terreno su cui costruire la nuova chiesa venne donato da tale Carlo Marcantoni. L'attuale parrocchiale, progettata dal veronese Giovanni Cannella, fu portata a termine nel 1826 e consacrata il 3 maggio 1835 dal vescovo di Verona Giuseppe Grasser.
Nel 2002 vennero restaurati la facciata della chiesa e la torre campanaria, mentre nel 2005 il tetto della parrocchiale fu oggetto di un intervento di manutenzione.

## Descrizione

### Esterno
La facciata della chiesa è a capanna e guarda a ponente; è tripartita da quattro semicolonne ioniche sorreggenti il timpano di forma triangolare e presenta due nicchie all'interno delle quali sono ospitate due statue ritraenti i santi Giorgio e Giuseppe.

### Interno
L'interno è ad un'unica navata con volta a botte sulla quale si aprono sei cappelle laterali in cui sono posti gli altari di Sant'Antonio da Padova, della Vergine Addolorata, del Crocifisso, della Madonna del Carmine, di San Giuseppe e della Madonna del Rosario; l'aula termina con il presbiterio di forma quadrangolare rialzato di tre scalini, a sua volta chiuso dall'abside semicircolare.
Opere di pregio qui conservate sono il dipinto del soffitto raffigurante la Resurrezione di Gesù Cristo, eseguito nel 1928 da Agostino Pegrassi, la Via Crucis e l'affresco con il Martirio di San Giorgio, realizzato da Gaetano Miolato.